# Ultra Violet Programmable Read Only Memory

La Ultra Violet Programmable Read Only Memory (UVPROM) est une mémoire morte (ROM) effaçable par exposition à de forts rayons ultra-violets dans un appareil dédié.
Ce type de mémoire n'est plus employé aujourd'hui. Il a été remplacé par des mémoires mortes beaucoup plus simples d'utilisation et bien plus rapides d'accès que les UVPROM.